# KAS Eupen
Maillots
Actualités
Dernière mise à jour : 25 juillet 2022.
La Königliche Allgemeine Sportvereinigung Eupen est un club de football belge fondé le 9 juillet 1945 et basé dans les cantons de l'Est, au sein de la ville d'Eupen. Le club est présidé par Tariq A. Al Naama depuis 2012, l'actionnaire principal étant Aspire Zone Fondation. L'équipe première est entraînée par Bruno Pinheiro.
Le club évolue lors de la saison 2023-2024 en Jupiler Pro League, premier niveau du football belge. C'est sa 66e saison en séries nationales et sa 9e parmi l'élite 
Le club joue au Stade du Kehrweg à Eupen depuis sa création. La KAS Eupen est le premier club belge basé dans la communauté germanophone à avoir évolué en première division belge.

## Histoire

### 1945-1970: Les débuts
Fondé le 9 juillet 1945 de la fusion du FC Eupen 1908 et de la Jeunesse d'Eupen, le club joue son premier match officiel le 21 juillet à l'occasion d'un tournoi festif lors de la fête nationale.
Quelques semaines plus tard, il commence le premier championnat de son histoire en Division II provinciale liégeoise. Tandis qu'une première tribune est construite en 1947 et qu'un premier éclairage est installé l'année suivante, le club ne peut éviter la relégation en Division II régionale. Sous la houlette du joueur-entraîneur Roger Burgers, l'Alliance Sportive Eupen y décroche le premier titre de son histoire, un titre réitéré dès l'année suivante qui permet au club d'atteindre pour la première fois le niveau national. Nous sommes alors en 1951.
L'expérience y est de courte durée mais le club retrouve la promotion à l'issue de la saison 1955/56. L'équipe est alors dirigée par Albert Bertrand. Après une nouvelle descente deux ans plus tard, le club réintègre la promotion à l'aube de la saison 1961/62 pour s'y stabiliser jusqu'en 1969.
Arrivé au club en 1966, Hubert Van Dormael offre alors au club une seconde place lors de la saison 1967/68 avant de décrocher une première montée historique en Division 3 la saison suivante, en devançant le LC Bastogne et Herve FC au classement. Le club décide alors la construction d'une nouvelle tribune l'année suivante. Dans la foulée, Hubert Van Dormael entre définitivement dans le cœur des supporters en emmenant son équipe vers le titre de Division 3, synonyme de montée en Division 2. Dans l'équipe championne figurent quelques grands noms du club, comme Werner Pirard et Karl Franssen, qui sont fleuris à l'occasion de leur 500e match sous la vareuse du club, le capitaine emblématique Günter Brüll, ainsi que le gardien Elmar Keutgen, futur-bourgmestre de la Ville d'Eupen,.

### 1970-1975: Les "Golden Five"
Pour ses débuts au deuxième échelon de la pyramide du football belge, l'Alliance Sportive Eupen et son manager Paul Brossel frappent fort durant l'entre-saison : bien qu'il soit considéré comme l'un des trois meilleurs gardiens de but de la Bundesliga par la presse sportive allemande au même titre que Sepp Maier et Manfred Manglitz, Gerhard Prokop (de) arrive de l'Alemannia Aachen à l'aube de la saison 1970/71. Eupen perd son premier match à domicile face au FC Malines mais remporte le suivant contre le Daring CB de Jean Nicolay, engrangeant ainsi un premier succès de son histoire en Division 2.
Après une première saison synonyme de maintien acquis, le club enregistre l'arrivée d'un nouveau "gros-coup" durant l'entre-saison : le Verviétois Philippe Garot débarque au Kehrweg. Quelques semaines plus tard, c'est un deuxième joueur allemand, Helmut Graf, qui arrive en provenance du Bonner SC. L'Alliance Sportive Eupen se sauve une nouvelle fois, terminant à la dixième place la saison 1971/72. Au terme de la saison et après six années passées au club, Hubert Van Dormael est remplacé par Gerd Prokop, lequel reprend alors les fonctions de joueur-entraîneur. Mais, en manque de liquidités, le club est contraint de se séparer de ses meilleurs éléments à l'issue de la saison, dont Philippe Garot.
Paul Brossel décide alors une nouvelle fois de tourner son recrutement vers l'Allemagne. Cette fois, c'est le buteur d'Oberhauser, Ulrich "Ole" Kallius, qui arrive à Eupen au début de la saison 1972/73. Kallius restera dans l'histoire du club comme l'un des meilleurs attaquants qu'Eupen ait jamais eu. Malgré cela, Eupen réalise une saison moyenne, ne terminant qu'à la treizième position.
Toujours en proie aux problèmes financiers, le club vend à nouveau plusieurs de ses meilleurs éléments. Kallius et Graf rejoignent l'Olympic de Charleroi. Pour pallier ces départs, Paul Brossel parvient à faire signer un autre attaquant allemand : utilisant l'argent reçu pour la vente de Kallius, il enrôle Rainer Gebauer, le buteur du FC Cologne,. La saison 1973/74 marque aussi le retour aux affaires d'Hubert Van Dormael, au poste d'entraîneur, Prokop retrouvant son statut de joueur. Ce changement a le don de dynamiser l'équipe qui occupe la tête du classement à l'automne. S'essoufflant quelque peu, l'Alliance Sportive Eupen reste bien placée pour la montée qu'elle dispute lors de la dernière journée sur le terrain de Lokeren. Alors qu'Eupen mène 0-1 à un quart d'heure de la fin, Lokeren hérite d'un pénalty imaginaire pour égaliser, avant de marquer un deuxième but en toute fin de match : Lokeren passe devant Eupen au classement qui loupe ainsi la montée directe,. Les germanophones se tournent alors vers le tour final pour réaliser leur rêve mais le moral n'y est plus et l'équipe enregistre six défaites en autant de rencontres.
À la déception sportive s'ajoutent de nouveaux problèmes financiers qui contraignent le club à vendre une nouvelle fois ses meilleurs joueurs : Gebauer (Charleroi), Taeter (Winterslag) et Prokop (Aix-la-Chapelle) s'en vont,. Le club continue son développement, créant son premier conseil d'administration et s'offrant un nouveau système d'éclairage. Mais sur le terrain, cela va mal. Hubert Van Dormael, devenu l'idole du club, laisse la main pour les deux derniers matches mais Eupen ne parvient pas à se sauver et bascule en Division 3 au terme de la saison 1974/75.

### 1975-2010: Des hauts et des bas
Avec désormais René Irgel aux commandes, l'Alliance Sportive Eupen remporte dès la saison suivante le titre qui lui permet de revenir en Division 2. Mais la joie est de courte durée et le club redescend l'année suivante.
S'ensuit alors une période plus délicate au cours de laquelle Eupen rentre dans le rang. Après plusieurs saisons en Division 3, le club bascule en Promotion au terme de la saison 1980-1981. Durant cette période, trois changements s'opèrent au club : le club choisit d'axer désormais sa politique sportive sur la formation, la Ville d'Eupen rachète les installations du club pour une durée de 30 ans en mai 1979, le club change de dénomination pour devenir la Allgemeine Sportverinigung Eupen,.
Avec des jeunes, Claude Siemianow offre un nouveau titre au club en 1984 à l'occasion de l'ultime journée de championnat, battant Spouwen 5-1, tandis que son rival, Alken, est battu à Mol 2-0. Ce titre permet à Eupen de retrouver la Division 3. Meilleur buteur de la série pour la seconde année consécutive, Pierrot Thissen prend une part importante dans ce succès.
Le club se maintient en D3 jusqu'au terme de la saison 1987-1988. Durant quelques saisons, l'AS Eupen joue la seconde partie de tableau de Promotion. Il faut même le retour providentiel de l'idole du club, Hubert Van Dormael, pour sauver le club de la relégation au printemps 1989. À partir de 1992, l'équipe tourne mieux. En 1995, sous la houlette de Tony Fagot, l'AS Eupen termine deuxième en championnat et accède une nouvelle fois à la Division 3 via cette fois le tour final,. Parmi les hommes-clés de la montée, on citera notamment le jeune gardien du cru, Frank Neumann, et un autre grand nom du club, Frank Mockel, lequel rejoint Pirard et Franssen en fêtant son 500e match sous la vareuse du club.
En coulisse aussi le club reprend du poil de la bête : dès 1993, est conclu un accord entre le club et la ville pour la construction d'une toute nouvelle tribune assise, comprenant entre autres une cafétéria et des business seats. Le 26 mars 1993, l'ancienne tribune debout est détruite. Et le 2 janvier 1994, a lieu l'inauguration de la nouvelle structure à l'occasion d'un match amical opposant deux clubs voisins de renom : le Standard de Liège et le FC Cologne.
De retour en D3, le club fête à cette occasion son cinquantième anniversaire, obtenant le titre de Société Royale en date du 28 septembre. Sur le plan sportif, le club joue les premiers rôles sous l'impulsion de Claudy Chauveheid, arrivé à la tête de l'équipe en 1996. Durant cette période, ce sont essentiellement des jeunes de la région qui portent la vareuse du club, parmi lesquels Marc Chauveheid, fils de l'entraîneur et auteur de 90 buts durant sa carrière à Eupen. Grâce notamment à ce duo, le club finit par obtenir ce qui reste à ce jour son dernier titre de champion et rejoint ainsi la Division 2 pour la première fois depuis 1977. Mais le club ne s'arrête pas là. À la surprise générale, il se bat pour le titre et la montée durant l'ensemble de la saison 2002/03 avant de finalement s'incliner lors du tour final pour la montée en D1.
Après ce coup d'éclat, Eupen rentre un peu dans le rang et tente de se stabiliser au sein de la D2. Mais les mauvais résultats ont raison de Claudy Chauveheid. Ses successeurs ne feront pas beaucoup mieux et, à l'hiver 2008, la situation est critique : Eupen est dernier du classement ! C'est alors que des investisseurs italiens, représentés par Antonino Imborgia, se présentent au Kehrweg et prennent les choses en main,. De nombreux joueurs venant d'Italie et de Suisse, notamment, débarquent dans la foulée. Le club redémarre l'année civile pied au plancher avec Dany Ost comme entraîneur et réalise un second tour d'anthologie qui permet aux Pandas de se sauver ! Dans la foulée de cette réussite, le club redémarre la saison 2009/10 avec des ambitions revues à la hausse et se retrouve après plusieurs journées en tête de la D2. Finalement devancé par le Cercle de Bruges, Eupen se qualifie pour la troisième fois de son histoire au tour final pour la montée en D1 (après 1974 et 2003). Bien que ne partant pas favorite, l'AS Eupen parvient au terme d'une victoire 2-1 contre le RAEC Mons à gagner ce tour final : pour la première fois de son histoire, un club germanophone accède à la Division 1,, ! On entre alors dans une nouvelle ère pour le club, celle de la professionnalisation.

### 2010: une première montée en division 1 et l'ère du professionnalisme
Cette professionnalisation, exigée par la Pro League dans le cadre de l'octroi de la licence nécessaire pour pouvoir jouer en Division 1, passe notamment par une modernisation et un agrandissement du stade du Kehrweg,,. Pendant les travaux, Eupen joue ses premiers matches à domicile au Staaienveld, de Saint-Trond. Mais les débuts en Division 1 sont difficiles pour le club promu. Avec cinq défaites en cinq matches, Dany Ost est remercié et remplacé par le fantasque Ezio Capuano. Celui-ci ne reste que 19 jours à la tête de l'équipe avant de démissionner et d'être remplacé par Albert Cartier. Le mentor français apporte un fond de jeu et une discipline tactique à l'équipe qui va peu à peu se mettre à gagner des matches. Pour son premier match à domicile dans ses nouvelles installations, l'AS Eupen gagne son premier match en Division 1, à la faveur d'un plantureux 6-0 contre... Saint-Trond ! Le club enregistre rapidement d'autres résultats positifs et revient dans la course au maintien. Galvaudant quelques points à domicile durant l'hiver, particulièrement rude cette année-là dans les cantons de l'Est, Eupen joue son maintien lors de la dernière journée de la saison régulière : tandis qu'il se déplace à Malines, son opposant direct, le Lierse, se déplace au Club de Bruges. Mais alors qu'Eupen perd son match 2-0, le Lierse bénéficie de la complaisance des Brugeois pour ramener un 0-0 synonyme de maintien pour les Lierrois,,. Eupen est alors rejeté en play offs III où ils parviennent à se qualifier au détriment de Charleroi, lequel descend. Mais Eupen n'est pas sauvé pour autant puisqu'il doit encore passer par le tour final de D2 où, au bout du rouleau, Eupen termine bon dernier. Le verdict est inéluctable : après une saison courageuse, les Pandas quittent l'élite et réintègrent la Division 2.

### 2011 à 2016: Retour en division 2
Avec la descente, la direction du club décide de retirer leur confiance en Imborgia et se tourne vers un nouvel investisseur. Celui-ci se nomme Ingo Klein. C'est un industriel allemand qui amène dans ses valises plusieurs joueurs et un nouvel entraîneur : Wolfgang Frank. La sauce prend d'emblée et le club se retrouve à mi-championnat en tête de la Division 2. Mais alors que tout va bien pour les Pandas, un séisme secoue le club : Ingo Klein est mis en prison ! Des problèmes judiciaires liés à ses activités professionnelles sont évoqués. Du jour au lendemain, le club se retrouve sans ressources financières. En coulisse, les dirigeants s'activent pour trouver une solution. Sur le terrain, l'équipe continue de tout donner mais s'essouffle et voit Charleroi revenir sur elle et la dépasser à quelques matches de la fin. Eupen reporte alors ses espoirs sur le tour final, mais les problèmes extra-sportifs prennent le dessus et le club ne parvient à reproduire le miracle de 2010.
Au bord de la banqueroute, Eupen trouvera finalement son salut dans de nouveaux investisseurs étrangers. Tandis que Luciano D'Onofrio avance l'argent pour l'obtention de la licence nécessaire à la participation au championnat de D1 et de D2,, les dirigeants concluent un accord avec la fondation Aspire, basée au Qatar,,. Concrètement, et ce pour une durée de dix ans (2012-2022), Aspire devient propriétaire de l'AS Eupen. En échange, l'académie basée à Doha met à disposition du club ses meilleures éléments. De nombreux joueurs issus du projet Aspire Football Dream vont alors transiter par Eupen,. En coulisse, Christoph Henkel (ex-Leverkusen) et Josep Colomer (ex-Barcelona) sont nommés respectivement directeur technique et directeur sportif.
Sur le terrain, après une première saison de découverte terminée à la huitième place, les jeunes espoirs d'Aspire commencent à trouver leurs marques dans le championnat de Division 2 et se fondent dans l'équipe avec les jeunes joueurs belges du club et quelques éléments d'expérience, provenant des quatre coins du monde. Grâce aux finances injectées par Aspire, le club attire d'anciennes vedettes telles que l'ex-international espagnol Luis Garcia, le défenseur central Rodri et plus récemment l'attaquant hispano-vénézuélien Jeffren Suarez. Le club se structure petit-à-petit : les infrastructures d'entraînements et les structures de formation sont considérablement développées. En d'autres termes : le club se professionnalise considérablement. En décembre 2015, celui-ci comptait ainsi 97 personnes sous contrat, faisant de lui une "moyenne entreprise", dont 32 joueurs sous contrat professionnel. Durant les saisons 2013/14 et 2014/15, le club est à chaque fois passé à deux doigts de la montée : en 2014, Eupen perdait le match du titre à Westerlo lors de la dernière journée avant de perdre le tour final lors de la dernière journée là aussi contre OHL ; en 2015, après avoir terminé troisième, Eupen perdait une nouvelle fois le tour final lors de la dernière journée, battu encore une fois par OHL.
Ce n'est donc que partie remise puisque, après deux échecs, l'AS Eupen battant pavillon qatari repart vers l'avant durant la saison 2015/16. La dernière journée du championnat est riche en suspense, puisque trois équipes peuvent être championnes (WS Woluwé, Eupen et Antwerp), avec un avantage au White Star Woluwé, qui reçoit un Patro Eisden déjà relégué, tandis qu'Eupen doit se déplacer à l'Antwerp. Comme prévu, les Étoilés écartent facilement le Patro (3-0) et décroche le titre, tandis qu'Eupen, qui a résisté au matricule 1 (0-0) doit se contenter de la place de vice-champion. Mais le White Star se voit refuser la licence, et est rétrogradé en D1 Amateur. Eupen, son dauphin accède à sa place à la Division 1,.

### Remontée en D1 et stabilisation

#### Saison 2016-17
Eupen retrouve l'élite dans la douleur. Zulte-Waregem (3-0) et Malines (2-0) se chargent de compliquer le début de saison des Pandas, qui entament mal leur course au maintien. Le mois d’août voit un premier succès en déplacement à Westerlo (1-2), puis un nul encourageant face à Anderlecht (2-2). Mais après un succès contre Ostende (2-1), le mois de septembre est chaotique, avec quatre défaites qui confortent le promu dans une position de candidat à la relégation. Emmenés par ses virevoltants offensifs Mamadou Sylla et Henry Onyekuru, les Eupenois s'offrent quelques points au prix de matches spectaculaires contre Saint-Trond (4-2) et Westerlo (3-3). Les Pandas sortent même de la Coupe de Belgique le Club Brugeois dès les 1/8e de finale (3-2), puis Courtrai en 1/4 de finale (4-0). Le championnat reste irrégulier, mais un succès à Ostende pendant les fêtes de fin d'année offre de l'espoir. Le parcours en coupe s'achève en demi-finales, à la suite d'une double défaite face à Zulte-Waregem, futur vainqueur (1-0, 2-0). L'année 2017 reprend par un 1/12 pour les Germanophones, battus par Mouscron et Waasland, des concurrents directs. Mais Eupen signe un 9 sur 9 en février, battant Gand (0-1), Courtrai (1-0) et Lokeren (1-2), et assure définitivement son maintien. Les playoffs 2 sont relativement sans intérêt, si ce n'est pour l'attaquant Onyekuru, en course pour le titre de meilleur buteur. L'attaquant nigérian finit la saison avec 22 buts à égalité avec l'Anderlechtois Lukas Teodorczyk, mais le Polonais remporte finalement le titre de meilleur buteur à la faveur des buts marqués à l'extérieur.

#### Saison 2017-18
La deuxième saison est celle de la confirmation pour les Pandas, qui sont dépouillés de leurs titulaires. Bassey (Qatar), Onyekuru (Everton) et Sylla (Gantoise) quittent notamment Eupen lors de la trêve, et le club germanophone peine à entrer dans la nouvelle saison, avec trois revers, dont un sévère contre Zulte (0-5). La spirale est enrayée après un premier succès contre Ostende (2-1), mais le club entame alors une traversée du désert avec deux mois sans victoire. Le Kehrweg vibre à nouveau fin octobre lors du succès contre Malines (4-1), mais après deux nouvelles défaites suivies d'un nul épique à Saint-Trond (4-4), l’entraîneur Jordi Condom est limogé par le club germanophone, dernier avec 10 points. L'ancien international français Claude Makélélé le remplace, mais sans résultat dans un premier temps, l'équipe étant encore défaite à Courtrai et Ostende, et éliminée de la Coupe par Waasland-Beveren. La fin d'année apporte des résultats encourageants : des nuls contre Bruges (2-2) et à Genk (1-1), ainsi qu'un court succès sur Waasland-Beveren entre les fêtes grâce au nouveau venu, Florian Raspentino (1-0). La situation se resserre dans le bas de tableau à la mi-janvier, grâce à un court succès sur Charleroi (1-0) et des nuls contre Gand et Courtrai. Le coude à coude est lancé entre Eupen et Malines pour le sauvetage en D1, et ce sont les Malinois qui prennent l'avantage dans la confrontation directe, battant leur rival 1-0. Mais les Eupenois reviennent à hauteur du Yellow Red en battant Lokeren (3-2). Les deux équipes sont vaincues lors de la 29e journée, et l'emportent lors de la 30e et dernière journée, finissant chacune la saison avec 27 points. Eupen se sauve cependant grâce à son large succès contre Mouscron (4-0), et à une différence de buts à peine plus favorable (-17 pour -18 aux Malinois). De plus, une enquête ouverte par la cellule de répression des fraudes met au jour des tentatives de falsification de matches au détriment d'Eupen et à l'avantage de Malines. Sans succès, car c'est bien le club malinois qui est rétrogradé en D2 au terme de la saison. Les Playoffs 2 sont anecdotiques pour des Pandas exténués, qui ne prennent que 8 points sur 30.

#### Saison 2018-19
Eupen se loupe complètement pour sa troisième rentrée consécutive en D1, avec quatre lourdes défaites en autant de matches. Bruges (5-2), Charleroi (1-4), Zulte (4-0) et Gand (3-2) mettent d'entrée en évidence les lacunes des germanophones. Mais le club se reprend d'abord en déplacement à Mouscron (0-1) puis face au Standard (2-1). Le club subit l'une ou l'autre courte défaite, mais s'offre également un succès de prestige contre Anderlecht (2-1). Le parcours en Coupe voit un succès contre Tubize (D2, 3-0), puis un succès à Deinze (D3, 1-3), avant une chute à domicile en quarts contre Ostende (0-1). Après un mois de novembre manqué (trois défaites), Eupen profite de décembre pour signer trois courts succès face à des concurrents directs, ce qui efface bien vite la déception de l'élimination : Waasland-Beveren (1-0) et Mouscron (1-0) chutent au Kehrweg, tandis que le Cercle (0-1) s'incline sur ses terres. Ce 9 sur 15 permet aux Germanophones de pointer à la 10e place lors du passage à 2019, avec 11 points d'avance sur Lokeren, relégable. Le tournant de la saison a lieu juste après la trêve, à la suite du succès contre la lanterne rouge lokerenoise (4-1). Si le maintien n'est pas encore mathématique, il est bien présent dans l'esprit des observateurs, car les germanophones pointent à la 10e place, et comptent 14 points d'avance sur la place descendante. Après cette victoire, les Pandas enchaînent un triste 1 sur 18, ne parvenant qu'à accrocher un faible Ostende dans son stade. Le maintien est officiel lors de la 26e journée, à la suite de la victoire du Standard sur Lokeren, et Eupen se qualifie pour les Play-offs 2 pour la troisième fois consécutive. La phase classique s'achève sur un succès à Charleroi (1-2), et Eupen termine la première partie de saison avec 32 points, soit le meilleur résultat de son histoire. Comme les saisons précédentes, le club se relâche lors des Play-offs 2, avec 3 victoires, 2 nuls et 5 défaites en 10 matches. Le 14 juin 2019, Eupen annonce que Claude Makélélé, qui avait sauvé le club de la rétrogradation deux années de suite ne serait plus l'entraîneur lors de la saison 2019-20. Dix jours plus tard, le club annonce confier la destinée sportive à Beñat San José.

#### Saison 2019-20
De nombreux changements d'effectif marquent le début du mandat de San José : le taulier Luis García parti à la retraite, les révélations Bushiri (Norwich) et Castro-Montes (La Gantoise) sur le départ, tout comme Van Crombrugge (Anderlecht), les prêts de Msakni, Pollet et Fall ont pris fin. Le recrutement est massif pour le club germanophone : De Wolf, Matthys (gardiens), Koch, Amat, Verdon, Lapena, Beck (défenseurs), Ezatolahi, Ebrahimi, Akono, Cools (milieux), Embaló, Peñaranda, Bautista, Rocha, Ciampichetti et Bolingi (avants). Pourtant, la sauce peine à prendre, avec deux larges revers pour commencer la saison contre l'Antwerp (1-4) et à Gand (6-1). Eupen signe ensuite un nul contre Waasland (1-1), et parvient à accrocher le Club de Bruges (0-0). Mais les contre-performances se succèdent, avec de nouveaux revers à Mouscron (2-0), contre Saint-Trond (0-2) et au Standard (3-0). En Coupe de Belgique, Eupen s'en remet à son gardien réserviste pour écarter la formation de Cappellen (D1 Amateurs) aux tirs au but (0-0, 3-5 tab). Le premier succès n'intervient que lors de la 9e journée, en déplacement au Cercle (1-2), où Milićević, souvent cantonné au banc, inscrit les deux buts des Pandas. Au premier tiers du championnat, le club est avant-dernier après un nouveau revers contre Malines (0-2). Le mois d'octobre est néanmoins positif, avec des succès en déplacement à Ostende (2-3), et à Courtrai (1-2), ainsi qu'un nul contre Anderlecht (0-0), qui permettent aux Pandas de prendre 9 points d'avance sur la place descendante. Les Pandas signent même leur premier succès au Kehrweg lors de la 14e journée contre Genk (2-0), mais entament une période plus délicate : trois défaites de rang puis une élimination en coupe de Belgique des œuvres de Courtrai (2-1). La série est interrompue par une victoire contre Ostende (1-0), mais le club germanophone enchaîne avec trois nouvelles défaites pour terminer 2019 à la 13e place, avec 8 points d'avance sur le Cercle. La nouvelle année apporte des apaisements aux Eupenois : alors qu'ils avaient 12 points d'avance sur le Cercle, les germanophones battent les Brugeois grâce à un but de Beck, et à un penalty stoppé par De Wolf dans les arrêts de jeu. Avec 15 points d'avance, les Pandas se relâchent un peu, et subissent trois défaites de rang à Saint-Trond (5-2), contre Gand (2-3) et à Anderlecht (6-1). Ils assurent néanmoins mathématiquement leur maintien lors de la venue de Mouscron, grâce à des buts de Prevljak et Musona, des renforts arrivés à la trêve. Eupen contrarie ensuite Malines dans sa course au Playoffs 1 (1-1). À la suite de l'épidémie de coronavirus, la dernière journée du championnat où les Germanophones devaient recevoir le Club de Bruges est annulée, ainsi que les playoffs 2. Le club termine à la treizième place du championnat.

#### Saison 2020-21
Lors du mercato estival, Eupen tente de miser sur la continuité : le prêt de Musona est prolongé, tandis que Prevljak et Amat (qui étaient prêtés) sont achetés. Les Germanophones réalisent quelques coups (Adriano, Víctor Vázquez), et recrutent principalement des joueurs avec l'expérience de la Pro League (Peeters, Baby, Miangue, Poulain).
L'entame est poussive avec un 3/12 et une lourde défaite à domicile contre Bruges (0-4), mais les Pandas se redressent en battant La Gantoise (2-1). Le calendrier est perturbé à deux reprises lorsque des cas de coronavirus se manifestent dans le noyau, avec pour conséquence des reports pour les matches de la KAS. Fin novembre, Eupen signe un 7/9 qui l'éloigne de la zone rouge, mais y replonge après trois défaites de rang. Début 2021 voit les Pandas signer un 10/12, qui replace le club à la 12e place. Après un succès à Saint-Trond fin février (0-2), les Germanophones sont quasiment hors de danger. Le maintien est mathématiquement assuré mi-mars après une victoire contre Courtrai (2-0), et la KAS ponctue sa saison par un succès à Charleroi (2-3) et un total de 43 points, le meilleur de son histoire. Auteur d'un triplé lors de ce dernier match, Smail Prevljak termine meilleur buteur des Pandas avec 16 buts. Fin avril, l'entraîneur Beñat San José et le club annoncent l'arrêt de leur collaboration à l'issue de la saison.
En Coupe de Belgique, Eupen est exempté des 1/16e de finale à la suite du forfait de Rupel-Boom. Les Germanophones se qualifient pour les demi-finales en écartant le ROC Charleroi (5-1), puis La Gantoise (1-0). Ils butent finalement sur le Standard (0-1).

#### Saison 2021-22
A l'aube de la saison, des rumeurs parues dans la presse annoncent un désinvestissement du Qatar dans le club germanophone. Sportivement, Eupen change de cap, et recrute l'entraîneur allemand Stefan Krämer, auparavant actif au KFC Uerdingen 05 (Division 4 allemande), en remplacement de San José. L'effectif voit partir Adriano et Baby, en fin de contrat, et signe Jérôme Déom du MVV Maastricht.
D'entrée, Eupen accroche le Club de Bruges au Jan Breydel (2-2), dans des circonstances discutées (le but égalisateur brugeois tombant après 12 minutes d'arrêt de jeu). Les Pandas neutralisent ensuite Anderlecht au Kehrweg (1-1), puis s'imposent à Malines (1-3), contre Saint-Trond (2-1) et à Louvain (1-4). La conséquence est qu'après 5 journées, l'AS Eupen est en tête de la Pro League pour la première fois de son histoire. Le club alterne alors avec deux défaites successives à domicile contre Seraing (1-2) et l'Antwerp (0-1), mais se reprend avec un 9/9 qui lui permet d'occuper à nouveau la tête avant la trêve internationale d'octobre. Les trois derniers mois de 2021 sont beaucoup plus compliqués pour les Germanophones, qui dégringolent au classement. Eupen termine l'année avec 8 défaites et 2 nuls en 11 matches, ne battant que le Beerschot en décembre. Le 16 février, après un bilan de 2/18 en 2022, le club choisit de se séparer de son entraîneur Stefan Kramer. Le club nomme Michael Valkanis pour terminer la saison, mais les résultats ne s'améliorent pas réellement. Eupen remporte sa seule victoire en 2022 contre Louvain lors de la 30e journée, et assure quasiment son maintien. Lors de la 33e journée, Seraing est accroché à Ostende (2-2), ce qui assure mathématiquement le maintien des Pandas en D1A.
En Coupe de Belgique, les Pandas passent par le chas de l'aiguille d'entrée en déplacement à Dender (N1), en s'imposant 0-1. Les 1/8e de finale voyaient Zulte mener 0-2 au Kehrweg, mais Prevljak, monté au jeu après l'heure de jeu ramenait les deux équipes à égalité, avant d'offrir la qualification en prolongation (3-2). Eupen se qualifie ensuite pour une demi-finale de prestige contre Anderlecht après avoir écarté le FC Malines en quarts (1-3). Mais la marche est trop haute pour les Germanophones, qui sont accrochés au Kehrweg (2-2) avant de s'incliner au Parc Astrid (3-1).
La saison à peine terminée, le club annonce de gros changements. Jordi Amat est le premier à quitter le club, suivi deux jours plus tard par 9 autres joueurs (Ngoy, Sowah, Gnaka, Himmelmann, Cools, Poulain, Rocha, Embaló et Koné), et trois prêts non-prolongés (Nanah, Konstantelias et Essahel). Dans la foulée, Eupen annonce le 15 avril que le contrat de son entraîneur Michael Valkanis n'est pas prolongé.

#### Saison 2022-23
Avant le début du mercato, Eupen choisit son entraîneur en la personne de l'Allemand Bernd Storck, non conservé par Genk. Le club souhaite rapidement se mettre à l'abri et assurer son maintien, car la Pro League a décidé de passer de 18 à 16 équipes, avec pour conséquence trois descendants automatiques à la fin de la saison 2022-23. Après une défaite inaugurale à Charleroi (3-1), la KAS bat le Club de Bruges pour la première fois de son histoire en championnat (2-1). Le club est très irrégulier, et stagne en fond de classement, offrant des points à des rivaux directs comme Seraing (1-3) ou Courtrai (0-1). A l'inverse, les Germanophones émergent en fin de match à Westerlo (0-1) et Saint-Trond (0-1) et restent au contact. Mi-octobre, l'Alliance subit deux gros revers consécutifs contre Gand (0-4) et au Cercle (5-1), avant de chuter à Malines malgré une supériorité numérique (2-1). Le 23 octobre, le club annonce mettre un terme à sa collaboration avec Bernd Storck et choisit temporairement de confier les clés de l'équipe à Kristoffer Andersen. Après une défaite à Anderlecht (4-2), Eupen bat le Standard (2-0), puis réalise un incroyable match nul à Zulte (5-5). Le 22 novembre, Edward Still, qui venait d'être écarté à Charleroi, reprend les rênes de l'équipe.
En Coupe de Belgique, Eupen est rapidement éliminé sans gloire sur la pelouse de Deinze (3-0), pensionnaire de Challenger Pro League (D2).
L'arrivée du nouveau coach ne change pas drastiquement la tenue sur le terrain. Eupen entame la phase retour avec un succès précieux sur le terrain de Seraing, acquis dans les dernières minutes (0-1). Battus ensuite par Charleroi (1-2), Saint-Trond (0-2) et le Standard (3-1), les Pandas glissent vers le bas de tableau, malgré quelques soubresauts contre le leader Genk (1-1) ou Westerlo (1-1). Après une victoire contre Malines le 10 février (2-1), le club ne connait plus le succès, et enchaîne les contreperformances. Après un nul concédé à la 96e minute contre Ostende (4-4), les Pandas ne parviennent plus à inscrire de but pendant 3 matches. A deux journées de la fin, les Germanophones s'offrent une finale : un succès contre Zulte assurerait le maintien des Pandas, et condamnerait son adversaire et Ostende à la relégation. Mais Eupen va lourdement s'incliner, relançant son adversaire du jour (1-5). Lors de la dernière journée, l'Alliance s'incline lourdement au FC Bruges (7-0), alors que Zulte-Waregem est battu par le Cercle (2-3). Eupen se maintient de justesse  en Division 1 en terminant 15e, et avec 1 point d'avance sur le premier descendant. Le lendemain du verdict, le club et Edward Still annoncent mettre un terme à leur collaboration . Les contrats de Prevljak et Peeters ne sont également pas prolongés.

#### Saison 2023-24
Le 6 juin 2023, l'Alliance annonce que Florian Kohfeld devient le nouveau T1 du club. Dans la foulée, Eupen officialise l'arrivée de Kevin Möhwald et de Milos Pantovic (Union Berlin), ainsi que le prêt de Bartosz Bialek (Wolfsbourg). Les internationaux islandais Victor Palsson et Alfred Finbogasson débarquent également au Kehrweg. 
Eupen est accroché par Westerlo lors de la première journée (2-2), puis va s'imposer à Genk (0-1). Après une large défaite contre Bruges (0-5), les Pandas battent deux concurrents directs, à savoir Courtrai (1-3) et Louvain (3-1), ce qui leur permet de s'éloigner de la zone rouge. Les Germanophones enchainent alors 5 défaites avant la trêve d'octobre, ce qui les replace aux frontières des playoffs 3. A la reprise, l'Alliance sombre à l'Union (4-1), et se fait sortir de la Coupe à domicile par Ostende, alors avant-dernier de D2 (0-2). Les Pandas battent alors Charleroi (2-0), puis accrochent Saint-Trond (1-1) début novembre, mais retombent dans leurs travers contre les promus du RWDM (1-3). L'Alliance entame la phase retour du mauvais pied, en concédant le nul à domicile contre un concurrent direct (Courtrai) à la 93e minute, sur une tête du gardien flandrien Tom Vandenberghe. Les mauvaises performances s'enchainent fin 2023 avec 4 défaites de rang (Genk, Union, Louvain, Westerlo) qui font lentement glisser les Germanophones dans la zone des playdowns. Un sursaut a lieu début 2024 avec deux précieux succès au RWDM (0-1) et contre l'Antwerp (1-0). Mais les Pandas retombent dans leurs travers, et enchaînent 5 revers de rang sans inscrire le moindre but. Bien que Saint-Trond chute au Kerhrweg lors de l'avant-dernière journée (1-0), le chemin de croix se conclut par une dernière lourde défaite au Standard (4-0), et un passage par les playdowns pour assurer son maintien. A l'issue de la défaite à Sclessin, Florian Kohfeld remet sa démission.   
Pour assurer son maintien, l'Alliance sonde plusieurs coaches, avant de confier l'équipe à Kristoffer Andersen, T2 sous Kohfeld. Après un nul contre Courtrai obtenu dans les dernières minutes (1-1), Eupen s'écroule au RWDM, après avoir mené au score, et manqué un penalty (3-1). Les Pandas s'inclinent alors deux fois de rang contre Charleroi (1-0 et 1-2), permettant aux Carolos de se sauver, et de ne laisser à portée que la place de barragiste.  
Le 5 mai 2024, Eupen est officiellement relégué  après sa défaite (1-0) à Courtrai.  Le club aura tenu huit saisons consécutives en D1A.

### Retour en Division 2

#### Saison 2024-2025
Pour la nouvelle saison en Challenger Pro League, Eupen nomme le bosnien Mersad Selimbegovic comme nouvel entraîneur principal.  

### Titres et trophées
| Compétitions officielles | Compétitions internationales |
| - Championnat de Belgique de D2 - Vice-champion (3) - 2003, 2014 et 2016. - Championnat de Belgique de D3 - Champion (3) - 1970, 1976 et 2002. - Championnat de Belgique de D4 - Champion (2) - 1969 et 1984. - Vice-champion (2) - 1968 et 1995. |                              |
| Compétitions régionales | Tournois saisonniers         |
| Championnat 1ère provinciale Liège : Champion : 1956 |                              |

### Bilan
Statistiques mises à jour le 3 décembre 2024 (terme de la saison 2023-2024)
| Niv | Divisions     | Jouées | Titres | TM Up | TM Down |
| --- | ------------- | ------ | ------ | ----- | ------- |
| I   | 1re nationale | 9      | 0      |       | 1       |
| II  | 2e nationale  | 19     | 0      | 6     |         |
| III | 3e nationale  | 18     | 3      | 1     |         |
| IV  | 4e nationale  | 20     | 2      | 3     |         |
| V   | 5e nationale  | 0      | 0      |       |         |
|     |               |        |        |       |         |
|     | TOTAUX        | 66     | 5      | 10    | 1       |

- TM Up : test-match pour départager des égalités, ou toutes formes de Barrages ou de Tour final pour une montée éventuelle.
- TM Down : test-match pour départager des égalités, ou toutes formes de Barrages ou de Tour final pour le maintien.

### Classements
| Ordre               | Saison  | Nom du club | Niveau                 | Classement final | Remarques               |
| ------------------- | ------- | ----------- | ---------------------- | ---------------- | ----------------------- |
| 1                   | 1951-52 | AS Eupen    | Promotion (D3) série D | 16e/16           | Relégué                 |
| séries provinciales |         |             |                        |                  |                         |
| 2                   | 1956-57 | AS Eupen    | Promotion série A      | 13e/16           |                         |
| 3                   | 1957-58 | AS Eupen    | Promotion série C      | 14e/16           | Relégué                 |
| séries provinciales |         |             |                        |                  |                         |
| 4                   | 1961-62 | AS Eupen    | Promotion série C      | 5e/16            |                         |
| 5                   | 1962-63 | AS Eupen    | Promotion série C      | 5e/16            |                         |
| 6                   | 1963-64 | AS Eupen    | Promotion série C      | 6e/16            |                         |
| 7                   | 1964-65 | AS Eupen    | Promotion série A      | 9e/16            |                         |
| 8                   | 1965-66 | AS Eupen    | Promotion série B      | 6e/16            |                         |
| 9                   | 1966-67 | AS Eupen    | Promotion série A      | 8e/16            |                         |
| 10                  | 1967-68 | AS Eupen    | Promotion série D      | 2e/16            | Test-match              |
| 11                  | 1968-69 | AS Eupen    | Promotion série D      | 1er/16           | Champion et promu       |
| 12                  | 1969-70 | AS Eupen    | Division 3 série B     | 1er/16           | Champion et promu       |
| 13                  | 1970-71 | AS Eupen    | Division 2             | 12e/16           |                         |
| 14                  | 1971-72 | AS Eupen    | Division 2             | 10e/16           |                         |
| 15                  | 1972-73 | AS Eupen    | Division 2             | 13e/16           |                         |
| 16                  | 1973-74 | AS Eupen    | Division 2             | 4e/16            | Tour final              |
| 17                  | 1974-75 | AS Eupen    | Division 2             | 14e/16           | Relégué                 |
| 18                  | 1975-76 | AS Eupen    | Division 3 série B     | 1er/16           | Champion et promu       |
| 19                  | 1976-77 | AS Eupen    | Division 2             | 16e/16           | Relégué                 |
| 20                  | 1977-78 | AS Eupen    | Division 3 série A     | 9e/16            |                         |
| 21                  | 1978-79 | AS Eupen    | Division 3 série B     | 13e/16           |                         |
| 22                  | 1979-80 | AS Eupen    | Division 3 série B     | 14e/16           |                         |
| 23                  | 1980-81 | AS Eupen    | Division 3 série B     | 16e/16           | Relégué                 |
| 24                  | 1981-82 | AS Eupen    | Promotion série D      | 7e/16            |                         |
| 25                  | 1982-83 | AS Eupen    | Promotion série C      | 4e/16            |                         |
| 26                  | 1983-84 | AS Eupen    | Promotion série C      | 1er/16           | Champion et promu       |
| 27                  | 1984-85 | AS Eupen    | Division 3 série B     | 10e/16           |                         |
| 28                  | 1985-86 | AS Eupen    | Division 3 série B     | 14e/16           |                         |
| 29                  | 1986-87 | AS Eupen    | Division 3 série B     | 13e/16           |                         |
| 30                  | 1987-88 | AS Eupen    | Division 3 série B     | 15e/16           | Relégué                 |
| 31                  | 1988-89 | AS Eupen    | Promotion série C      | 11e/16           |                         |
| 32                  | 1989-90 | AS Eupen    | Promotion série C      | 12e/16           |                         |
| 33                  | 1990-91 | AS Eupen    | Promotion série D      | 12e/16           |                         |
| 34                  | 1991-92 | AS Eupen    | Promotion série C      | 12e/16           |                         |
| 35                  | 1992-93 | AS Eupen    | Promotion série D      | 3e/16            |                         |
| 36                  | 1993-94 | AS Eupen    | Promotion série C      | 5e/16            | Tour final              |
| 37                  | 1994-95 | AS Eupen    | Promotion série D      | 2e/16            | Promu via tour final    |
| 38                  | 1995-96 | AS Eupen    | Division 3 série B     | 13e/16           |                         |
| 39                  | 1996-97 | K. AS Eupen | Division 3 série B     | 11e/16           |                         |
| 40                  | 1997-98 | K. AS Eupen | Division 3 série B     | 10e/16           |                         |
| 41                  | 1998-99 | K. AS Eupen | Division 3 série B     | 3e/16            | Tour final              |
| 42                  | 1999-00 | K. AS Eupen | Division 3 série B     | 12e/16           |                         |
| 43                  | 2000-01 | K. AS Eupen | Division 3 série B     | 5e/16            |                         |
| 44                  | 2001-02 | K. AS Eupen | Division 3 série B     | 1er/16           | Champion et promu       |
| 45                  | 2002-03 | K. AS Eupen | Division 2             | 2e/18            | Tour final              |
| 46                  | 2003-04 | K. AS Eupen | Division 2             | 14e/18           |                         |
| 47                  | 2004-05 | K. AS Eupen | Division 2             | 13e/18           |                         |
| 48                  | 2005-06 | K. AS Eupen | Division 2             | 8e/18            |                         |
| 49                  | 2006-07 | K. AS Eupen | Division 2             | 7e/18            |                         |
| 50                  | 2007-08 | K. AS Eupen | Division 2             | 13e/19           |                         |
| 51                  | 2008-09 | K. AS Eupen | Division 2             | 14e/19           |                         |
| 52                  | 2009-10 | K. AS Eupen | Division 2             | 4e/19            | Promu via tour final    |
| 53                  | 2010-11 | K. AS Eupen | Division 1             | 15e/16           | Relégué après barrages  |
| 54                  | 2011-12 | K. AS Eupen | Division 2             | 3e/18            | Tour final              |
| 55                  | 2012-13 | K. AS Eupen | Division 2             | 8e/18            |                         |
| 56                  | 2013-14 | K. AS Eupen | Division 2             | 2e/18            | Tour final              |
| 57                  | 2014-15 | K. AS Eupen | Division 2             | 3e/18            | Tour final              |
| 58                  | 2015-16 | K. AS Eupen | Division 2             | 2e/17            | Promu                   |
| 59                  | 2016-17 | K. AS Eupen | Division 1A            | 13e/16           | Play-Offs 2             |
| 60                  | 2017-18 | K. AS Eupen | Division 1A            | 15e/16           | Play-Offs 2             |
| 61                  | 2018-19 | K. AS Eupen | Division 1A            | 12e/16           | Play-Offs 2             |
| 62                  | 2019-20 | K. AS Eupen | Division 1A            | 13e/16           |                         |
| 63                  | 2020-21 | K. AS Eupen | Division 1A            | 12e/18           |                         |
| 64                  | 2021-22 | K. AS Eupen | Division 1A            | 15e/18           |                         |
| 65                  | 2022-23 | K. AS Eupen | Division 1A            | 15e/18           |                         |
| 66                  | 2023-24 | K. AS Eupen | Division 1A            | 14e/16           | Relégué après playdowns |
| 67                  | 2024-25 | K. AS Eupen | Division 1B            | .../16           |                         |

## Personnalités du club

### Présidents
Au cours de son histoire, le club a été dirigé par neuf présidents différents.
| Rang | Nom                          | Période   |
| ---- | ---------------------------- | --------- |
| 1    | Jean Mengels                 | 1945-1952 |
| 2    | August Schunk                | 1952-1954 |
| 3    | Jules Roelants de Stappers   | 1954-1975 |
| 4    | Jacques Roelants de Stappers | 1975-1976 |
| 5    | Karl Holzweiler              | 1976-1980 |

| Rang | Nom                      | Période   |
| ---- | ------------------------ | --------- |
| 6    | Gert Noël                | 1980-1987 |
| 7    | Gerd Kalscheuer          | 1987-1990 |
| 8    | Dieter Steffens          | 1990-2012 |
| 9    | Tariq Abdulaziz Al Naama | 2012-     |

### Entraîneurs
De la saison 1979-1980 à la saison 2017-2018, 26 entraîneurs se sont succédé à la tête de la KAS Eupen.
| Rang | Nom                | Période   |
| ---- | ------------------ | --------- |
| 1    | Robert Bastin      | 1979-1980 |
| 2    | Horst Witzler      | 1980      |
| 3    | René Lenaers       | 1980-1982 |
| 4    | Edy Lemaire        | 1982      |
| 5    | Claude Semianov    | 1982-1985 |
| 6    | Horst Witzler (2)  | 1985-1987 |
| 7    | Guy Raskin         | 1987-1988 |
| 8    | Peter Haag         | 1988      |
| 9    | Georges Pirnay     | 1988      |
| 10   | Jovan Ćurčić       | 1988-1989 |
| 11   | Hubert Van Dormael | 1989      |
| 12   | Patrice Broeders   | 1989-1990 |
| 13   | André Heymann      | 1990      |
| 14   | Frank Neumann      | 1990-1994 |
| 15   | Antoine Fagot      | 1994-1996 |

| Rang | Nom               | Période   |
| ---- | ----------------- | --------- |
| 16   | Claudy Chauveheid | 1996-2004 |
| 17   | Marc Grosjean     | 2004-2008 |
| 18   | Serge Gehoulet    | 2008      |
| 19   | Nico Claesen      | 2008      |
| 20   | Frank Neumann (2) | 2008      |
| 21   | Dany Ost          | 2008-2010 |
| 22   | Eziolino Capuano  | 2010      |
| 23   | Albert Cartier    | 2010-2011 |
| 24   | Dany Ost          | 2011      |
| 25   | Wolfgang Frank    | 2011-2012 |
| 26   | Tintín Márquez    | 2012-2015 |
| 27   | Jordi Condom      | 2015-2017 |
| 28   | Claude Makélélé   | 2017-2019 |
| 29   | Beñat San José    | 2019-2021 |
| 30   | Stefan Krämer     | 2021-2022 |

| Rang | Nom                 | Période   |
| ---- | ------------------- | --------- |
| 31   | Bernd Storck        | 2022      |
| 32   | Edward Still        | 2022-2023 |
| 33   | Florian Kohfeldt    | 2023-2024 |
| 34   | Kristoffer Andersen | 2024      |
| 35   | Mersad Selimbegović | 2024-     |

### Joueurs emblématiques
|                     | Matchs | Carrière au club |
| ------------------- | ------ | ---------------- |
| Christian Couturier | 300    | 1993 - 2005      |
| Stefan Bongard      | 266    | 2001 - 2009      |
| Marc Chauveheid     | 252    | 1996 - 2005      |
| Olivier Vinamont    | 209    | 2004 - 2011      |
| Luis García         | 182    | 2014 - 2019      |
| Marcin Gdowski      | 175    | 1998 - 2005      |
| Antonio Niro        | 164    | 1995 - 2001      |
| Mark Keller         | 163    | 2003 - 2009      |
| Mohammed Courail    | 156    | 1995 - 2004      |
| Jeffrey Rentmeister | 156    | 2003 - 2008      |

| Nom                  | Buts | Carrière au club |
| -------------------- | ---- | ---------------- |
| Marc Chauveheid      | 90   | 1996 - 2005      |
| Marcin Gdowski       | 54   | 1998 - 2005      |
| Aristide Amouzoud    | 48   | 1996 - 1999      |
| Florian Taulemesse   | 45   | 2013 - 2017      |
| Mark Keller          | 40   | 2003 - 2009      |
| Smail Prevljak       | 39   | 2020 -           |
| Luis García          | 36   | 2014 - 2019      |
| Andreas Helmel       | 35   | 1990 - 1997      |
| Freddy Mombongo-Dues | 31   | 2008 - 2011      |
| Henry Onyekuru       | 30   | 2015 - 2017      |

L'histoire de la KAS Eupen ne serait pas ce qu'elle est sans ses joueurs emblématiques. De sa création au début du XXIe siècle, plusieurs joueurs de renom ont transité par Eupen et ont écrit les plus belles pages de la vie du club germanophone.
Christian Couturier détient le record d'apparitions sous le maillot de la KAS Eupen, avec 300 matches joués entre 1993 et 2005. Viennent ensuite Stefan Bongard avec 266 matches et Marc Chauveheid avec 252 matches.
Marc Chauveheid est le meilleur buteur du club toutes compétitions confondues. Il a inscrit pour le club 90 buts entre 1996 et 2005. Marc Chauveheid devance à ce classement Marcin Gdowski avec 54 buts et Aristide Amouzoud avec 48 buts.
Tous les joueurs présents dans cette liste ont soit obtenu une récompense individuelle sous le maillot d'Eupen, ou fait une brillante carrière après avoir transité par Eupen.
| - Rainer Gebauer - Helmut Graf - Horst Heese - Ulrich Kallius - Gerhard Prokop - Clinton Mata - Pablo Chavarría - Christian Brüls | - Didier Ernst - Philippe Garot - Guillaume Gillet - Michaël Goossens - Marc Hendrikx - Jean-Marie Houben - Christian Kabasele - Frédéric Pierre | - Hendrik Van Crombrugge - Kevin Vandenbergh - Olivier Werner - Ervin Zukanović - Luis García - Marc Valiente - Mustapha Oussalah | - Mbaye Leye - Mamadou Sylla - Mijat Marić - Danijel Milićević - Bachirou Salou - Christian Santos - Henry Onyekuru - Tunisie Youssef Msakni |

## Aspects juridiques et économiques

### Forme juridique
La KAS Eupen est une association sans but lucratif (ASBL), ce qui explique la mention V.o.G (pour Vereinigung ohne Gewinnerzielungsabsicht, équivalent d'ASBL en allemand) ou V.o.E. (pour Vereinigung ohne Erwerbszweck) parfois présente à côté de la dénomination du club. En Belgique, cette mention est obligatoire sur tous les documents officiels émis par une ASBL. Le numéro d'entreprise de l'association est le 406.512.746. La dénomination complète et officielle de l'ASBL est Königliche Allgemeine Sportvereinigung Eupen, sa version officielle abrégée est KAS Eupen.

### Transferts les plus coûteux
Les deux tableaux ci-dessous synthétisent les plus grosses ventes et achats de joueurs dans l'histoire du club eupenois.
| Rang | Joueur         | Montant | Provenance         | Date              |
| 1er  | Mamadou Sylla  | 2,3 M€  | Espanyol Barcelone | 1er juillet 2017  |
| ---- | -------------- | ------- | ------------------ | ----------------- |
| 2e   | Smail Prevljak | 2 M€    | Red Bull Salzbourg | 31 août 2020      |
| 3e   | Jordi Amat     | 1 M€    | Rayo Vallecano     | 1er juillet 2020  |
| 4e   | Edo Kayembe    | 1 M€    | RSC Anderlecht     | 14 septembre 2020 |
| 5e   | Ortwin De Wolf | 750 k€  | KSC Lokeren        | 20 juillet 2019   |

| Rang | Joueur           | Montant | Destination    | Date             |
| 1er  | Henry Onyekuru   | 8 M€    | Everton FC     | 1er juillet 2017 |
| ---- | ---------------- | ------- | -------------- | ---------------- |
| 2e   | Moussa Wagué     | 5 M€    | FC Barcelone B | 5 août 2018      |
| 3e   | Edo Kayembe      | 4,70 M€ | Watford FC     | 7 janvier 2022   |
| 4e   | Mamadou Sylla    | 3,85 M€ | La Gantoise    | 2 juillet 2017   |
| 5e   | Emmanuel Agbadou | 2,60 M€ | Stade de Reims | 1er juillet 2022 |

## Identité visuelle

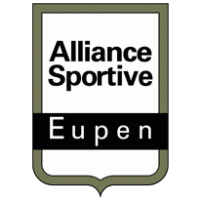
1945-
Depuis 2013

## Culture populaire

### Supporters
L'AS Eupen possède plusieurs groupes de supporters dont les noms rappellent généralement les couleurs du club. Les deux plus anciens sont : Die Pandas (les pandas) et Die Zebras (les zèbres). Plus récemment, deux autres clubs de supporters, l'un francophone et l'autre germanophone, se sont créés : les Gaulois Noirs et Blancs, le TSV Pinguwine.